# إيكا ميتسوي
إيكا ميتسوي (باليابانية: 光井愛佳؛ بالكانا: みつい あいか) هي مؤدية صوت ومغنية يابانية، ولدت في 12 يناير 1993 في أوتسو في اليابان.

## وصلات خارجية
- إيكا ميتسوي على موقع ميوزك برينز (الإنجليزية)
- إيكا ميتسوي على موقع ديسكوغز (الإنجليزية)